# Силвија Сејнт
Силвија Сејнт (енгл. Silvia Saint), право име Силви Томчалова (чеш. Sylvie Tomčalová; Кијов, 12. фебруар 1976) јесте бивша чешка порно глумица која се овим послом бавила од 1996. до 2001. године.
Она је само једна од многих жена из Источног блока које су дошле на Запад после пада комунизма како би зарадиле новац у порно индустрији. Будући да је своју каријеру остварила углавном код филмаџија попут Марка Дорсела и у студију Private у САД, може се рећи да је успела у својој намери, јер се несумњиво ради о једној од најпознатијих европских глумица са оне стране Атлантика.

## Биографија
Према неким „званичним“ биографијама, након проведене две године на студијама у једној школи за менаџмент у Брну, нормално је започела каријеру тако што је била задужена за руковођење једним хотелом у Злину, затим је радила као књиговођа и саветник за маркетинг у једном предузећу. Како јој овакав професионални пут није обезбеђивао довољно средстава, почела је да ради као модел за доње рубље. Временом је почела да позира гола за неке часописе.
Године 1996. њен тадашњи дечко ју је одвезао на кастинг за један амерички порно-филм, где је оставила дубок утисак. Почиње да снима под редитељском палицом Френка Тринга у филму Lee Nover : Search for the perfect breasts. Исте године постаје „Penthouse Pet“ чешког издања познатог магазина, али јој то није сметало да две године касније оствари напредак у својој каријери, тако што је поново позирала за исти магазин, овога пута за америчку верзију.
Наставила је да снима напоредо у Европи и у Америци, где је чак учествовала у неколико „скупих пројеката“ (на пример, Most Beautiful Breasts са Мајклом Вајлдом у 2003). Није заобишла рад ни са неизбежним Роком Сифредијем у филму Watch me cum 2004.
У марту 2001, њен менаџер је обзнанио да је глумица трудна и да напушта посао како би се удала за једног чешког бизнисмена, са којим се упознала годину дана раније. Потпуно неочекивано, поново је доспела у новинске чланке 2004, најављујући свој повратак. Тренутно снима само лезбијске сцене за Private и Фреда Копулу.

## Филмови
- The Voyeur 9: Silvia Saint Is Back (1997)
- Private Gaia 4: Italian Legacy (1997)
- Private Gaia 2: Irresistible Silvie (1997)
- Rocco's Private Fantasies (1997)
- True Anal Stories 1 (1998)
- Triple X Files 5: Enjoy Silvie (1998)
- Silvia's Spell 1 (1998)
- Sex Files 4 (1998)
- Private Black Label 6: The Uranus Experiment 1 (1999)
- Private Black Label 7: The Uranus Experiment 2 (1999)
- Private Black Label 8: The Uranus Experiment 3 (1999)
- Silvia's Diary (2000)
- Dreaming of Silvia (2000)
- 100% Silvia: Silvia's Cream (2000)
- Dangerous Things (2000)
- Dangerous Things 2 (2000)
- Alexia and Co. (2000)
- Sinners and Saints (2001)
- Gangbang Bukkake bitches (2002)
- Jaw Breakers (2003)
- Private Gold 72: Robinson Crusoe on Sin Island (2005)
- Silvia Saint's Leg Sex Friends (2006)
- Hell Is Where the Party Is (2008)